# قرة خوجة (كسبي)
قرة خوجة هي بلدة في مقاطعة كسبي في ولاية قشقداريا في أوزبكستان.